# Wysłouchowie herbu Odyniec

Odyniec, herb rodziny

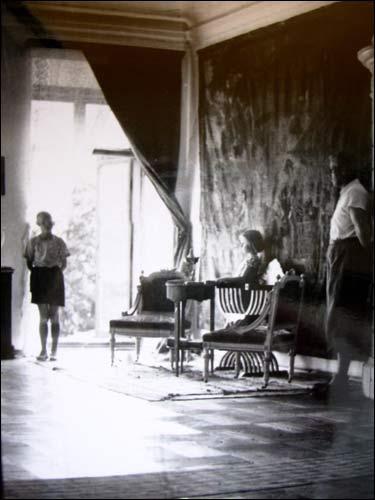
Pirkowicze, 1938

Wysłouch (Wisłouch, Visłavuch i inne) herbu Odyniec – nazwisko polsko-litewskiego rodu szlacheckiego. Pierwsze wzmianki o antenatach rodziny pochodzą z roku 1385, kiedy to wraz z innymi przedstawicielami wielkich rodów litewskich zostali przyjęci w szeregi szlachty polskiej. Nazwisko Wysłouch zostało jednak po raz pierwszy zanotowane w pierwszej połowie XVI wieku.
Wielu Wysłouchów angażowało się w politykę oraz życie publiczne. Zenon Kazimierz Wysłouch był posłem na Sejm Czteroletni, zwolennikiem Stronnictwa Demokratycznego i współtwórcą Konstytucji 3 Maja. Jego potomek Antoni Wysłouch wraz z żoną Teofilą z Andrzeykowiczów promowali emancypację oraz edukację wśród niższych warstw społecznych, zaś ich bratanek Bolesław Wysłouch był senatorem i współtwórcą PSL „Piast” (poprzedniczki dzisiejszego Polskiego Stronnictwa Ludowego). Natomiast brat Antoniego, Izydor Kajetan Wysłouch, był publicystą i działaczem socjalistyczno-ludowym. Kuzyn Bolesława, Antoni Izydor, również był politykiem i posłem na Sejm w latach 30 XX wieku.
Liczni Wysłouchowie brali również udział w ruchu niepodległościowym podczas zaborów. W latach 1796–1798 Emmanuel Wysłouch, brat Zenona Kazimierza, walczył jako oficer w Legionach Polskich służących Napoleonowi Bonaparte podczas jego kampanii w Italii. Ponad pół wieku później Feliks, Antoni i Teofila Wysłouchowie brali udział w powstaniu styczniowym blisko współpracując z jego dowódcą, Romualdem Trauguttem. Podczas I wojny światowej Bolesław oraz Antoni Izydor Wysłouchowie walczyli w Legionach Piłsudskiego.
Do posiadłości Wysłouchów należały m.in. dwory Pirkowicze, Sacha i Leżajka, dziś przeważnie opuszczone i popadłe w ruinę. Wyjątek stanowią Pirkowicze, obecnie na Białorusi, służące jako szkoła.

## Najważniejsi członkowie rodziny
- Zenon Kazimierz Wysłouch (1727 - 1805), podkomorzy Brzeski, poseł na Sejm Wielki i współtwórca drugiej najstarszej konstytucji na świecie.
- Emanuel Wysłouch (1757 - 1798), oficer w Legionach Polskich związanych z Napoleonem, zginął w bitwie pod Terraciną[3].
- Bolesław Wysłouch (1855 - 1937), polski senator, socjalista i współtwórca PSL „Piast”[4].
- Antoni Izydor Wysłouch(inne języki) (1864 - 1940), poseł na Sejm w dwudziestoleciu międzywojennym oraz historyk.
- Izydor Kajetan Wysłouch (1869 - 1937), zakonnik, publicysta, działacz społeczny i polityczny, propagator idei chrześcijańskiego socjalizmu.
- Seweryna Wysłouch z domu Skarżyńska h. Bończa (1869-1918), pisarka, poetka i znawczyni języka polskiego. Najlepiej znana z serii podręczników języka polskiego oraz z grafik przedstawiających polskich bohaterów narodowych.
- Antoni Wysłouch (1895 - 1918), kapitan w korpusie gen. Dowbor-Muśnickiego, zginął w bitwie pod Bobrujskiem.
- Franciszek Wysłouch (1896 - 1978), pułkownik dyplomowany, legionista, pisarz i malarz.
- Seweryn Wysłouch (1900 - 1968), prawnik, intelektualista, prorektor oraz dziekan wydziału prawa Uniwersytetu Wrocławskiego.
- Bernard Wysłouch (1903 - 1940), absolwent Wyższej Szkoły Gospodarstwa Wiejskiego w Cieszynie, społecznik, zaangażowany w krzewienie oświaty rolniczej, dyrektor Szkoły Rolniczej w Opsie, uważanej za jeden z najlepszych zakładów w Polsce. W 1939 aresztowany przez NKWD, zamordowany.
- Wiktor Wysłouch (1905 - 1981), absolwent Politechniki Warszawskiej, zawodowo związany z fabryką H. Cegielski w Poznaniu; konstruktor taboru kolejowego, właściciel 17 patentów.
- Karol Wisłouch (1897 - 19??), porucznik 14 pułku Ułanów Jazłowieckich, następnie m.in. major 6 pułku strzelców konnych, udekorowany orderem Virtuti Militari za odwagę podczas wojny polsko-bolszewickiej[5][6]
- Stanisław Wisłouch (1875 - 1929), hydrobiolog odpowiedzialny za modernizację Warszawskich Filtrów[7].
- Zygmunt Wisłouch („Zarewicz”) (? - 2005), oficer w powstaniu warszawskim udekorowany orderem Virtuti Militari[5].